# René Marie
René Marie Stevens conocida como René Marie, (Warrenton, Virginia, Estados Unidos, 7 de noviembre de 1955) es una compositora estadounidense y vocalista de jazz.

## Carrera
Empieza su carrera de música profesional a la edad de 42 años. En 1999 actúa en el Blues Alley, en Washington, D.C. y firma un contrato con el sello de St.Louis Maxjazz. Publica cuatro álbumes en el sello, al segundo de los cuales (Vértigo) le fue otorgado un coronet ranking por La Guía de Penguin de Jazz, una distinción dada solo a otros 85 registros en la historia del jazz. En su trabajo la cantante a menudo combina contrastes de canciones ("Dixie" y el anti-linchamiento "Strange Fruit" en Vértigo) o combina otros trabajos (el Boléro de Ravel y "Suzanne" de Leonard Cohen en Live at Jazz Standard.)
René Marie atrajo la controversia en 2008, cuándo fue invitada para cantar "The Star-Spangled Banner" en un acontecimiento cívico en Denver y sustituyó la letra del himno por la de la canción "Lift Every Voice and Sing". Se especializa en escribir su propia música y comenta el hecho de que esto no es la norma en el jazz en una de sus canciones, "Esto para Joe," a propósito de un director de club que la llamaba loca por cantar sus temas originales. Su álbum de 2011 Black Lace Freudian Slip contiene sólo tres canciones no escritas por ella y una de ellas fue escrita por su hijo, Michael A. Croan, quién actúa en la canción con ella.
Además de sus trabajos puramente musicales, también escribió, produjo y actuó en un espectáculo musical en solitario, Slut Energy Theory - U'Dean, en qué  explora el viaje del abuso sexual a la autoestima. Producciones más recientes del espectáculo han acortado el título sencillamente a "Slut Energy Theory."  La banda sonora a este espectáculo ha sido publicada.

## Vida personal
René Marie se casó a la edad de 18 años, y fue madre de dos niños a los 23. Cuándo su marido le dio un ultimátum después de 23 años de matrimonio para que escogiera entre cantar o continuar casada, ella escogió la música sobre su turbulento matrimonio.

## Discografía
- Renaissance (Maxjazz, 1999)
- How Can I Keep from Singing? (Maxjazz, 2000)
- Vertigo (Maxjazz, 2001)
- Live at Jazz Standard (Maxjazz, 2003)
- Serene Renegade (Maxjazz, 2004)
- Experiment in Truth (self-released, 2007)
- "This Is Not a Protest Song" (2007) Single, to benefit the Colorado Coalition for the Homeless
- "3 Nooses Hanging" (2009) Single, inspired by the events in Jena, Louisiana
- Slut Energy Theory - U'Dean (2009) Soundtrack to her one-woman show
- The Voice of My Beautiful Country (Motéma, 2011)
- Black Lace Freudian Slip (Motéma, 2011)
- I Wanna Be Evil (With Love to Eartha Kitt) (Motéma, 2013)[2]
- Sound of Red (Motéma, 2016).